# Bulgaarse parlementsverkiezingen 1957

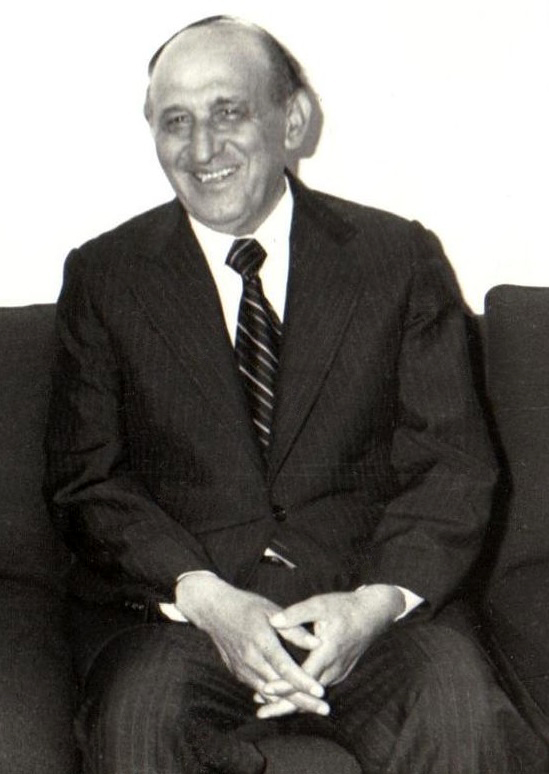
Todor Zjivkov (1911-1998), leider van Bulgarije sinds 1954

De Bulgaarse parlementsverkiezingen van 1957 waren op basis van een eenheidslijst van het door de communisten gedomineerde Vaderlands Front en vonden plaats op 22 december 1957. Het Vaderlands Front kreeg 99,77% van de stemmen. Het waren de eerste verkiezingen onder het leiderschap van Todor Zjivkov, die in 1954 de stalinistiche leider van het land, Valko Tsjervenkov was opgevolgd.

## Uitslag
| Partij                                                  | Stemmen   | %       | Zetels    |
| ------------------------------------------------------- | --------- | ------- | --------- |
| Vaderlands Front (BKP, BZNS, onafhankelijke kandidaten) | 5.204.027 | 99,96%  | 247 / 247 |
| Tegen                                                   | 2.076     | 0,04%   | 0 / 247   |
| Totaal                                                  | 5.206.103 | 100,00% | 247       |
|                                                         |           |         |           |
| Geldige stemmen                                         | 5.206.103 | 99,99%  |           |
| Blanco/ ongeldige stemmen                               | 325       | 0,01%   |           |
| Totaal uitgebrachte stemmen                             | 5.206.428 | 100,00% |           |
| Geregistreerde kiezers/ opkomst                         | 5.218.602 | 99,77%  |           |
| Bron: Nohlen & Stöver                                   |           |         |           |